# Часть тени
Часть тени (фр. Une Part d'ombre) — бельгийско-французско-швейцарский фильм-триллер 2017 года. Полнометражный режиссерский дебют Самуэля Тильмана с Фабрицио Ронджоне и Наташей Ренье в главных ролях. Мировая премьера ленты состоялась 3 октября 2017 года на Международном фестивале франкоязычного кино в Намюре. В 2019 году лента была номинирована в 7-ми категориях на соискание бельгийской национальной кинопремии «Магритт» за 2018 год.

## Сюжет
Давид — молодой глава семейства: он имеет любимую женщину, двух очаровательных маленьких детей и кучу друзей, с которыми они ездят на семейный отдых. Но после их последнего пребывания в Вогезах, Давида допрашивает полиция, расследуя убийство. Следствие быстро установило, что у Давида не было такого безупречного жизнь, как казалось бы. В кругу его друзей понемногу начинают распространяться сомнения и недоверие.